# Rie de Boois
Henderika Maria (Rie) de Boois (Zierikzee, 4 de junho de 1936 - Kerk-Avezaath, 16 de novembro de 2010) foi uma política e bióloga holandesa. Ela foi membro da Câmara dos Deputados de 1972 a 1987 pelo Partido Trabalhista.

## Carreira política
De Boois foi membro do conselho municipal de Arnhem de 1966 a 1974. De Boois estava essencialmente envolvida em questões ambientais. Ela lutou pela proteção do Mar de Wadden, foi uma defensora do aumento do envolvimento holandês na pesquisa da Antártica e defendeu uma melhor gestão florestal. Em 1976, ela tentou abolir o uso da meios rodoviários na caça de javalis. No entanto, ela enfrentou resistência de membros da família real e outras pessoas da nobreza. A lei só entraria em vigor em 2002. Ela foi nomeada 'Protetora dos Animais do Ano' em 1986 pelo seu trabalho na conservação dos animais.
De Boois deixou a Câmara dos Deputados em 1987. Ela tornou-se presidente de um conselho de água responsável pela qualidade da água em Gooi, Amstel e Vecht. Ela foi presidente da Sociedade Holandesa para a Proteção de Aves de 1996 a 2004.
Parte da sua herança foi usada para iniciar o fundo Rie de Boois, que a Sociedade Holandesa de Mamíferos usa para financiar pesquisas por voluntários.